# Trofeo Éric Bompard 2014
El Trofeo Éric Bompard de 2014 fue una competición internacional de patinaje artístico sobre hielo, la quinta del Grand Prix de patinaje artístico sobre hielo de la temporada 2014-2015. Organizada por la federación francesa de deportes sobre hielo, tuvo lugar en Burdeos, entre el 21 y el 23 de noviembre de 2014. Se realizaron competiciones en las modalidades de patinaje individual masculino, femenino, patinaje en parejas y danza sobre hielo, y sirvió como clasificatorio para la Final del Grand Prix de 2014.

## Resultados

### Patinaje individual masculino
| Clasificación | Nombre             | País           | Total  | Programa corto | Programa corto | Programa libre | Programa libre |
| ------------- | ------------------ | -------------- | ------ | -------------- | -------------- | -------------- | -------------- |
| 1             | Maksim Kovtun      | Rusia          | 243,35 | 6              | 77,11          | 1              | 166,24         |
| 2             | Tatsuki Machida    | Japón          | 237,74 | 2              | 88,70          | 2              | 149,04         |
| 3             | Denis Ten          | Kazajistán     | 236,28 | 1              | 91,78          | 5              | 144,50         |
| 4             | Konstantin Menshov | Rusia          | 233,22 | 3              | 87,47          | 4              | 145,75         |
| 5             | Adam Rippon        | Estados Unidos | 225,42 | 7              | 76,98          | 3              | 148,44         |
| 6             | Adian Pitkeyev     | Rusia          | 219,38 | 8              | 76,21          | 7              | 143,17         |
| 7             | Richard Dornbush   | Estados Unidos | 219,27 | 4              | 80,24          | 8              | 139,03         |
| 8             | Yan Han            | China          | 216,85 | 10             | 73,18          | 6              | 143,67         |
| 9             | Chafik Besseghier  | Francia        | 211,24 | 5              | 78,22          | 9              | 133,02         |
| 10            | Douglas Razzano    | Estados Unidos | 194,24 | 11             | 64,98          | 10             | 129,26         |
| 11            | Florent Amodio     | Francia        | 193,00 | 9              | 75,07          | 11             | 117,93         |

### Patinaje individual femenino
| Clasificación | Nombre             | País            | Total  | Programa corto | Programa corto | Programa libre | Programa libre |
| ------------- | ------------------ | --------------- | ------ | -------------- | -------------- | -------------- | -------------- |
| 1             | Yelena Radiónova   | Rusia           | 203,92 | 1              | 67,28          | 1              | 136,64         |
| 2             | Yúliya Lipnítskaya | Rusia           | 185,18 | 2              | 66,79          | 2              | 118,39         |
| 3             | Ashley Wagner      | Estados Unidos  | 177,74 | 3              | 61,35          | 4              | 116,39         |
| 4             | Courtney Hicks     | Estados Unidos  | 172,58 | 6              | 55,70          | 3              | 116,88         |
| 5             | Maé-Bérénice Méité | Francia         | 169,46 | 5              | 57,61          | 5              | 111,85         |
| 6             | Mariya Artemieva   | Rusia           | 162,49 | 4              | 58,38          | 7              | 104,11         |
| 7             | Samantha Cesario   | Estados Unidos  | 161,70 | 7              | 55,19          | 6              | 106,51         |
| 8             | Haruka Imai        | Japón           | 154,70 | 8              | 54,72          | 8              | 99,98          |
| 9             | Eliška Březinová   | República Checa | 144,29 | 10             | 48,28          | 9              | 96,01          |
| 10            | Veronik Mallet     | Canadá          | 139,64 | 11             | 45,07          | 11             | 94,57          |
| 11            | Laurine Lecavelier | Francia         | 139,54 | 12             | 44,03          | 10             | 95,51          |
| 12            | Anna Ovcharova     | Suiza           | 133,23 | 9              | 50,15          | 12             | 83,08          |

### Patinaje en parejas
| Clasificación | Nombre                                  | País           | Total  | Programa corto | Programa corto | Programa libre | Programa libre |
| ------------- | --------------------------------------- | -------------- | ------ | -------------- | -------------- | -------------- | -------------- |
| 1             | Ksenia Stolbova / Fiódor Klimov         | Rusia          | 209,81 | 1              | 71,20          | 1              | 138,61         |
| 2             | Sui Wenjing / Han Cong                  | China          | 200,68 | 2              | 67,27          | 2              | 133,41         |
| 3             | Wang Xuehan / Wang Lei                  | China          | 181,97 | 3              | 63,25          | 4              | 118,72         |
| 4             | Alexa Scimeca / Chris Knierim           | Estados Unidos | 179,32 | 4              | 59,04          | 3              | 120,28         |
| 5             | Vanessa James / Morgan Ciprès           | Francia        | 167,88 | 5              | 54,20          | 5              | 113,68         |
| 6             | Nicole Della Monica / Matteo Guarise    | Italia         | 161,13 | 6              | 53,34          | 7              | 107,79         |
| 7             | Kirsten Moore-Towers / Michael Marinaro | Canadá         | 159,13 | 7              | 51,07          | 6              | 108,06         |
| 8             | Miriam Ziegler / Severin Kiefer         | Austria        | 138,92 | 8              | 50,01          | 8              | 88,91          |

### Danza sobre hielo
| Clasificación | Nombre                                  | País           | Total  | Danza corta | Danza corta | Danza libre | Danza libre |
| ------------- | --------------------------------------- | -------------- | ------ | ----------- | ----------- | ----------- | ----------- |
| 1             | Gabriella Papadakis / Guillaume Cizeron | Francia        | 166,66 | 1           | 64,06       | 1           | 102,60      |
| 2             | Piper Gilles / Paul Poirier             | Canadá         | 157,58 | 2           | 61,90       | 2           | 95,68       |
| 3             | Madison Hubbell / Zachary Donohue       | Estados Unidos | 152,11 | 3           | 60,19       | 3           | 91,92       |
| 4             | Sara Hurtado / Adrià Díaz               | España         | 146,10 | 4           | 57,64       | 4           | 88,46       |
| 5             | Charlène Guignard / Marco Fabbri        | Italia         | 142,29 | 5           | 56,57       | 5           | 85,72       |
| 6             | Alexandra Paul / Mitchell Islam         | Canadá         | 138,99 | 6           | 55,17       | 6           | 83,82       |
| 7             | Rebeka Kim / Kirill Minov               | Corea del Sur  | 115,95 | 7           | 45,66       | 7           | 70,29       |